# Shirley Booth
Shirley Booth (født Marjory Ford; 30. august 1898, død 16. oktober 1992) var en amerikansk teater-, tv- og filmskuespiller.

## Karriere
Booth begyndte sin skuespillerkarriere på teater som teenager og blev en fremtrædende skuespiller på scenen i Pittsburgh. Hun debuterede på Broadway i skuespillet Hells Bell i januar 1925, hvor hun spillede overfor Humphrey Bogart. Booth blev kendt i den kvindelige hovedrolle i komedien Three Men on a Horse, der gik i teatret fra 1935 til 1937. I 1930'erne og 1940'erne opnåede Booth stor popularitet med sine mange forestillinger i dramaer, komedier og musicals.
Booth spillede overfor Katharine Hepburn i skuespillet Natten før brylluppet (1939). Booth var aktiv på Broadway i over tre årtier. Hun spillede også en rolle i den populære Duffys Tavern-radioserie, sendt på CBS fra 1941 til 1942 og på NBC-Blue Network fra 1942 til 1943. Booth vandt sin første Tony Award for rollen som Grace Woods i Goodbye, My Fancy (1948).
Booth vandt sin anden Tony Award for sin skildring af den plagede hustru Lola Delaney i skuespillet Kom tilbage, lille Sheba (1950). Sidney Blackmer, der spillede den mandlige hovedrolle som sin mand Doc, vandt også en Tony Award. Booth gentog rollen i filmatiseringen af skuespillet fra 1952. Hun vandt Oscar for bedste kvindelige hovedrolle, Golden Globe for bedste kvindelige hovedrolle - Drama, National Board of Review Award og New York Film Critics Circle Award for sin fortolkning.
Booth vandt sin tredje Tony Award i 1953 for rollen som Leona Samish i The Cuckoo Theat. I 1957 blev hun tildelt Sarah Siddons Award for sit arbejde på scenen i Chicago. Booth vendte tilbage til Broadway i 1959. I 1961 fik hun hovedrollen som Hazel Burke i Hazel Situation Comedy, baseret på Ted Keys populære tegneserie fra The Saturday Evening Post. Tv-serien varede fem sæsoner, og Booth vandt to Primetime Emmy-priser for sin rollefortolkning. Hendes sidste Broadway optrædener var i 1970. Booth har modtaget en stjerne på Hollywood Walk of Fame, som ligger på 6840 Hollywood Boulevard.

## Privatliv
Den 23. november 1929 blev Booth gift med Ed Gardner, som senere skabte og spillede hovedrollen i Duffys Tavern-radioserien. De blev skilt i 1942. Booth giftede William H. Baker Jr. i 1943 og ægteskabet varede til hans død i 1951. Hun har aldrig gift igen og havde ingen børn fra nogle af de ægteskaber.

## Død
Booth døde den 16. oktober 1992, efter kort tids sygdom, i sit hjem i North Chatham, Massachusetts.

## Filmografi
- 1949: Strawhat Cinderella (Kortfilm)
- 1953: Kom tilbage, lille Sheba
- 1953: Main Street to Broadway
- 1954: About Mrs. Leslie
- 1954/1961: The United States Steel Hour (Tv-serie, 2 afsnit)
- 1957: Playhouse 90 (Tv-serie, 1 afsnit)
- 1958:  En nat på afbetaling
- 1958: Hot Spell
- 1961–1966: Hazel Situation Comedy (Tv-serie, 154 Folgen)
- 1966: The Glass Menagerie (Tv-film)
- 1967: CBS Playhouse (Tv-serie, 1 afsnit)
- 1968: The Smugglers (Tv-film)
- 1969: The Ghost & Mrs. Muir (Tv-serie, 1 afsnit)
- 1973: A Touch of Grace (Tv-serie, 13 afsnit)
- 1974: The Year Without a Santa Claus (Tv-film)